# Eupogonius lateralis
Eupogonius lateralis es una especie de escarabajo longicornio del género Eupogonius, tribu Desmiphorini, subfamilia Lamiinae. Fue descrita científicamente por Martins & Galileo en 2009.

## Descripción
Mide 3,9 milímetros de longitud.

## Distribución
Se distribuye por Costa Rica y Nicaragua.